# Arlen Specter
Arlen Specter (Wichita, 1930. február 12. – Philadelphia, 2012. október 14.) amerikai politikus, szenátor (Pennsylvania, 1981 – 2011). Pályafutása nagy részében a Republikánus Párt tagja volt, de 2009. április 30-án átlépett a Demokrata Pártba.

## Pályafutása
A kansasi Wichitában végezte a középiskolát, majd a Pennsylvaniai Egyetemen szerzett alapdiplomát 1951-ben. 1951-től 1953-ig a légierőnél szolgált. 1956-ban elvégezte a Yale Egyetem jogi karát.
Philadelphiában kezdett jogi praxist. 1959-től 1964-ig beosztott ügyész volt. 1964-ben részt vett a Kennedy elnök halálát kivizsgáló Warren-bizottság munkájában. 1966-tól 1974-ig államügyész volt Philadelphiában, azután 1980-ig ügyvédként dolgozott.
1980-ban sikerrel indult a szenátusi választáson, és miután 1986-ban. 1992-ben, 1998-ban és 2004-ben is újraválasztották, 1981. január 3-tól 2011. január 3-ig képviselte Pennsylvaniát a washingtoni szenátusban.
2009-ben, érzékelve, hogy pártján belül kisebbségbe szorult, pártot váltott, és a demokrata frakcióba lépett át. A következő évben azonban sikertelenül indult az előválasztáson, így szenátusi karrierje véget ért.
2012. október 14-én hunyt el rákbetegségben.